# Rollo Carpenter
Rollo Carpenter (* 1965) ist ein britischer Informatiker und der Autor von Jabberwacky und Cleverbot, zweier auf künstlicher Intelligenz basierender Softwaresysteme. Carpenter war als CTO eines auf Unternehmenssoftware spezialisierten Neuunternehmens im Silicon Valley. Er kehrte allerdings zurück nach Großbritannien, um mit Icogno zu arbeiten.
Als der Managing Director des Unternehmens Existor Ltd. entwickelt Carpenter auf künstlicher Intelligenz basierende Produkte für Unterhaltung, „zwischenmenschliche“ Beziehungen, Kommunikation und Bildung. Seine KI-Produkte George und Joan gewannen 2005 und 2006 den Loebner-Preis. Im Jahre 2010 gewann Carpenter den Preis für die British Computer Society’s Machine Intelligence Competition.
Cleverbot ist eine lernende und sich unterhaltende künstliche Intelligenz, die zusammen mit wahren Personen an einem formellen Turing-Test beim Techniche Festival 2011 an dem indischen Institut IIT Guwahati am 3. September teilnahm. Die Ergebnisse aus 1334 Stimmen wurden am 4. September bekannt gegeben. Cleverbot wurde zu 59,3 % als menschlich erklärt, was alle Erwartungen übertraf. Die menschlichen Konkurrenten hingegen erzielten lediglich 63,3 %.
„Welch durchaus überraschendes Ergebnis. Sogar höher, als selbst ich erwartet oder gar erträumt hätte“, sagte der britische Informatiker Rollo Carpenter während einer Vorlesung beim Technischen Festival. „Die gestrigen Ergebnisse überstiegen 50 % und man könnte meinen, dass Cleverbot den Turing Test hier bei der Techniche 2011 bestanden hat.“
Die Art und Weise, in der die Freiwilligen sich während beider Tests unterhielten, wurde als fröhliches Plaudern bezeichnet und soll das Publikum sehr amüsiert haben.
In keinem der beiden Tests wurde versucht, durch analytisches Denken oder einer Strategie oder durch Konfrontation mit komplexen Fragen den Cleverbot zu „knacken“. Ein auf solche Fragen ansässiges „Kreuzverhör“ würde daher ein völlig anderes Resultat hervorbringen.
Zwar wird an der Verfeinerung des Cleverbots gearbeitet, aber es ist deutlich zu erkennen, dass dieser nicht in der Lage ist, sich komplexer Logik zu bedienen. Derzeit sei er lediglich im Stande, menschliche Unterhaltungen nachzuahmen.
Die Behauptung, dass diese Hürde überwunden werden könne, regt momentan zu einer endlosen Debatte an.
Cleverbot erreichte in einem Turing Test, der bei der Techniche 2011 durchgeführt wurde, nahezu den Status „chatty participants“, was so viel bedeutet wie „gesprächiger Teilnehmer“.
Rollo ist der Bruder des Künstlers Merlin Carpenter.